# Miguel Allende, Tabasco
Miguel Allende är en ort i Mexiko.   Den ligger i kommunen Macuspana och delstaten Tabasco, i den sydöstra delen av landet, 700 km öster om huvudstaden Mexico City. Miguel Allende ligger 17 meter över havet och antalet invånare är 199.
Terrängen runt Miguel Allende är huvudsakligen platt, men norrut är den kuperad. Runt Miguel Allende är det ganska tätbefolkat, med 56 invånare per kvadratkilometer. Närmaste större samhälle är Macuspana, 12,7 km norr om Miguel Allende. Trakten runt Miguel Allende består till största delen av jordbruksmark.